# Jocelyn Gourvennec
Jocelyn Gourvennec (Brest, 22 marzo 1972) è un allenatore di calcio ed ex calciatore francese, di ruolo centrocampista.

## Carriera
Il 24 maggio 2013, sotto la sua guida tecnica, il Guingamp conquista la promozione in Ligue 1 grazie al secondo posto in classifica alle spalle del Monaco. Il 3 maggio 2014 conquista il suo primo trofeo da allenatore, vincendo la Coupe de France in finale contro il Rennes.
Nell’estate del 2021 sostituisce Christophe Galtier sulla panchina del Lille, vincendo subito il Trophée des Champions contro il Paris Saint-Germain; al termine della stagione, dopo aver concluso il campionato al decimo posto, rescinde il proprio contratto con i rosso-blù.
Il 29 novembre 2023 viene nominato allenatore del Nantes per sostituire Pierre Aristouy; la sua esperienza sulla panchina giallo-verde dura pochi mesi, poiché il 19 marzo 2024 viene esonerato a causa dei risultati negativi della squadra.

## Statistiche
Statistiche aggiornate al 19 marzo 2024; in grassetto le competizioni vinte.
| Stagione        | Squadra         | Campionato      | Campionato | Campionato | Campionato | Campionato | Coppe nazionali | Coppe nazionali | Coppe nazionali | Coppe nazionali | Coppe nazionali | Coppe continentali | Coppe continentali | Coppe continentali | Coppe continentali | Coppe continentali | Altre coppe | Altre coppe | Altre coppe | Altre coppe | Altre coppe | Totale | Totale | Totale | Totale | % Vittorie | Piazzamento |
| Stagione        | Squadra         | Comp            | G          | V          | N          | P          | Comp            | G               | V               | N               | P               | Comp               | G                  | V                  | N                  | P                  | Comp        | G           | V           | N           | P           | G      | V      | N      | P      | % Vittorie | Piazzamento |
| --------------- | --------------- | --------------- | ---------- | ---------- | ---------- | ---------- | --------------- | --------------- | --------------- | --------------- | --------------- | ------------------ | ------------------ | ------------------ | ------------------ | ------------------ | ----------- | ----------- | ----------- | ----------- | ----------- | ------ | ------ | ------ | ------ | ---------- | ----------- |
| 2008-2009       | Le Roche        | DA              | 28         | 13         | 5          | 10         | CF              | ?               | ?               | ?               | ?               | -                  | -                  | -                  | -                  | -                  | -           | -           | -           | -           | -           | 28     | 13     | 5      | 10     | 46,43      | 6º          |
| 2009-2010       | Le Roche        | DA              | 26         | 13         | 7          | 6          | CF              | ?               | ?               | ?               | ?               | -                  | -                  | -                  | -                  | -                  | -           | -           | -           | -           | -           | 26     | 13     | 7      | 6      | 50,00      | 3º          |
| Totale Le Roche | Totale Le Roche | Totale Le Roche | 54         | 26         | 12         | 16         |                 | ?               | ?               | ?               | ?               |                    | -                  | -                  | -                  | -                  |             | -           | -           | -           | -           | 54     | 26     | 12     | 16     | 48,15      |             |
| 2010-2011       | Guingamp        | N               | 40         | 23         | 11         | 6          | CF+CdL          | 2+4             | 1+3             | 0+0             | 1+1             | -                  | -                  | -                  | -                  | -                  | -           | -           | -           | -           | -           | 46     | 27     | 11     | 8      | 58,70      | 3º          |
| 2011-2012       | Guingamp        | L2              | 38         | 15         | 10         | 13         | CF+CdL          | 2+3             | 1+2             | 0+0             | 1+1             | -                  | -                  | -                  | -                  | -                  | -           | -           | -           | -           | -           | 43     | 18     | 10     | 15     | 41,86      | 7º          |
| 2012-2013       | Guingamp        | L2              | 38         | 20         | 10         | 8          | CF+CdL          | 3+1             | 2+0             | 0+0             | 1+1             | -                  | -                  | -                  | -                  | -                  | -           | -           | -           | -           | -           | 42     | 22     | 10     | 10     | 52,38      | 2º          |
| 2013-2014       | Guingamp        | L1              | 38         | 11         | 9          | 18         | CF+CdL          | 6+1             | 6+0             | 0+0             | 0+1             | -                  | -                  | -                  | -                  | -                  | -           | -           | -           | -           | -           | 45     | 17     | 9      | 19     | 37,78      | 16º         |
| 2014-2015       | Guingamp        | L1              | 38         | 15         | 4          | 19         | CF+CdL          | 5+2             | 4+1             | 0+0             | 1+1             | UEL                | 8                  | 4                  | 1                  | 3                  | SF          | 1           | 0           | 0           | 1           | 54     | 24     | 5      | 25     | 44,44      | 10º         |
| 2015-2016       | Guingamp        | L1              | 38         | 11         | 11         | 16         | CF+CdL          | 2+3             | 1+1             | 0+2             | 1+0             | -                  | -                  | -                  | -                  | -                  | -           | -           | -           | -           | -           | 43     | 13     | 13     | 17     | 30,23      | 16º         |
| 2016-2017       | Bordeaux        | L1              | 38         | 15         | 14         | 9          | CF+CdL          | 4+4             | 3+3             | 0+0             | 1+1             | -                  | -                  | -                  | -                  | -                  | -           | -           | -           | -           | -           | 46     | 21     | 14     | 11     | 45,65      | 6º          |
| 2017-2018       | Bordeaux        | L1              | 21         | 6          | 5          | 10         | CF+CdL          | 1+1             | 0+0             | 0+0             | 1+1             | UEL                | 2                  | 1                  | 0                  | 1                  | -           | -           | -           | -           | -           | 25     | 7      | 5      | 13     | 28,00      | Esonerato   |
| Totale Bordeaux | Totale Bordeaux | Totale Bordeaux | 59         | 21         | 19         | 19         |                 | 10              | 6               | 0               | 4               |                    | 2                  | 1                  | 0                  | 1                  |             | -           | -           | -           | -           | 71     | 28     | 19     | 24     | 39,44      |             |
| 2018-2019       | Guingamp        | L1              | 25         | 4          | 8          | 13         | CF+CdL          | 3+4             | 2+1             | 0+2             | 1+1             | -                  | -                  | -                  | -                  | -                  | -           | -           | -           | -           | -           | 32     | 7      | 10     | 15     | 21,88      | 20º         |
| Totale Guingamp | Totale Guingamp | Totale Guingamp | 255        | 99         | 63         | 93         |                 | 45              | 31              | 2               | 12              |                    | 8                  | 4                  | 1                  | 3                  |             | 1           | 0           | 0           | 1           | 309    | 134    | 66     | 109    | 43,37      |             |
| 2021-2022       | Lilla           | L1              | 38         | 14         | 13         | 11         | CF              | 2               | 1               | 1               | 0               | UCL                | 8                  | 3                  | 2                  | 3                  | SF          | 1           | 1           | 0           | 0           | 49     | 19     | 16     | 14     | 38,78      | 10°         |
| 2023-2024       | Nantes          | L1              | 13         | 3          | 1          | 9          | CF              | 2               | 1               | 0               | 1               | -                  | -                  | -                  | -                  | -                  | -           | -           | -           | -           | -           | 15     | 4      | 1      | 9      | 26,67      | Esonerato   |
| Totale carriera | Totale carriera | Totale carriera | 408        | 159        | 105        | 143        |                 | 59+             | 39+             | 3+              | 17+             |                    | 15                 | 8                  | 1                  | 7                  |             | 2           | 1           | 0           | 1           | 483    | 207    | 109    | 167    | 42,86      |             |

## Palmarès
- Coupe de France: 1

Guingamp: 2014
- Trophée des Champions: 1

Lille: 2021